# Alessandro Tessari
Alessandro Tessari (Rimini, 30 marzo 1942) è un ex politico italiano.

## Biografia
Si laurea a Padova in filosofia con una tesi su The Principles of Mathematics di Bertrand Russell. Nel 1970 viene eletto in consiglio comunale a Treviso per il Partito Comunista Italiano, venendo riconfermato nel 1975.
Nel 1972 viene eletto alla Camera per il PCI (Partito Comunista italiano), venendo poi rieletto nel 1976. Dopo il caso Moro passa al gruppo radicale della Camera. Successivamente con il Partito Radicale verrà rieletto a Montecitorio anche nel 1979, nel 1983 e nel 1987.
Nonostante l’impegno parlamentare, Tessari non cesserà mai la sua attività accademica di ricercatore (Filosofia della scienza e Storia del pensiero scientifico) fino al pensionamento per raggiunti limiti di età nel 2007.
Si trasferirà poi per cinque anni all’Università di Freiberg presso il Raimundus Lullus Institut. Farà attività di ricerca in diverse altre università (University of Cambridge, University of California Davis and Berkeley) e capitali mondiali (Barcellona, Girona, Madrid, Oporto, Lisbona, Palma de Mallorca, Granada).

## Opere

### Pubblicazioni filosofiche
- Alessandro Tessari, Sulle strategie "ricostruttive" della scienza, in Umberto Curi (a cura di), La razionalità scientifica, Abano Terme, Francisci Editore, 1978,  pp. 151-172, ISBN non esistente.
- Alessandro Tessari, Studi di filosofia del Novecento, Padova, Deltagraph, 1981, ISBN non esistente.
- Alessandro Tessari, Letture Mooriane – Moore e la legittimazione del senso comune, Padova, Deltagraph, 1981, ISBN non esistente.
- Alessandro Tessari, Machiana – Materiali per una riflessione sul machismo, Padova, Deltagraph, 1981, ISBN non esistente.
- Alessandro Tessari, Sulla responsabilità a partire da Jonas e risalendo a Malthus, in Bruna Giacomini (a cura di), Il problema responsabilità, Padova, Cleup, 2004, ISBN 88-7178-371-9.
- Alessandro Tessari, Figure dell'umano e del disumano, in Bruna Giacomini, Fabio Grigenti e Laura Sanò (a cura di), La passione di pensare. In dialogo con Umberto Curi, Milano-Udine, Mimesis, 2011,  pp. 475-492, ISBN 978-88-575-0623-4.

### Dall'esperienza parlamentare
- Alessandro Tessari (a cura di), Sindrome giapponese – La catastrofe nucleare da Chernobyl a Fukushima, Milano-Udine, Mimesis, 2011, ISBN 978-88-575-0674-6.
- Alessandro Tessari, Raccontando Marco Pannella... a ruota libera, Milano-Udine, Mimesis, 2011, ISBN 978-88-575-0695-1.
- Ester Tanasso e Alessandro Tessari, Ascoltare il dissenso – Come la scheda bianca può ridurre il numero dei parlamentari, Milano-Udine, Mimesis, 2012, ISBN 978-88-575-0815-3.
- Alessandro Tessari, Pannella e Grillo: variazioni sul tema dell'antipolitica o dell'antiretorica?, in Leonardo Caffo e Luca Taddio (a cura di), Radicalmente liberi – A partire da Marco Pannella, Milano-Udine, Francisci Editore, 2014,  pp. 87-105, ISBN 978-88-575-2325-5.

### Dalle ricerche lulliane
- Alessandro Tessari, Cosmogonia, cosmologia e cosmografia nel catalano Ramon Llull (1235-1315), in Alessandro Omizzolo (a cura di), Le origini dell'Universo secondo gli antichi, nella filosofia moderna, nell'astrofisica contemporanea e nella visione Religiosa. Atti dei Seminari (20 marzo-16 maggio 2002), Padova, Sargon Editrice, 2002,  pp. 19-34, ISBN non esistente.
- Alessandro Tessari, Identità-alterità in Ramon Llull, in Umberto Curi e Bruna Giacomini (a cura di), Xenos – Filosofia dello straniero, Padova, Il Poligrafo, 2002,  pp. 331-342, ISBN 88-7115-289-1.
- Alessandro Tessari, L'arte della memoria in Ramon Llull. Trovatore, tra mistica e computazione, in Gianfelice Peron, Zeno Verlato e Francesco Zambon (a cura di), Memoria – poetica, retorica e filologia della memoria. Atti del XXX Convegno interuniversitario di Bressanone (18-21 luglio 2002), Trento, Università degli studi di Trento, 2004,  pp. 75-94, ISBN 88-8443-081-X.
- Alessandro Tessari, Considerazioni sull'Ars di Ramon Llull e la Mathesis Universalis di René Descartes, in Romeo Galassi e Beatrice Morandina (a cura di), Lingua e pensiero, Janus – Quaderni del Circolo Glossematico, Padova, Il poligrafo, 2004,  pp. 199-220, ISBN 88-7115-280-8.
- Alessandro Tessari, Cartesius contra Cartesium, in Federico Ghegin e Cristina Zorzella (a cura di), Lingua e conoscenza, Janus – Quaderni del Circolo Glossematico, Padova, Il poligrafo, 2005,  pp. 33-41, ISBN 88-7115-404-5.
- Alessandro Tessari, Lógos, téchne, pólemos nel catalano Ramon Llull, in Laura Sanò (a cura di), Le potenze del filosofare – Lógos, téchne, pólemos, Padova, Il poligrafo, 2007,  pp. 53-71, ISBN 88-7115-520-3.
- Alessandro Tessari, Llull e la citazione labirintica, in Gianfelice Peron (a cura di), La citazione. Atti del XXXI Convegno interuniversitario (Bressanone/Brixen, 11-13 luglio 2003), Padova, Esedra, 2009,  pp. 75-87, ISBN 88-6058-025-0.
- Alessandro Tessari, L'Ars di Lullo e il rizoma di Deleuze, due strategie d'attacco dell'Ars Scientiae, in Romeo Galassi e Cristina Zorzella (a cura di), Semiotica glossematica, strutturalismo e dintorni, Janus – Quaderni del Circolo Glossematico, Treviso, Zel Edizioni, 2010,  pp. 225-235, ISBN 978-88-96600-11-5.
- Alessandro Tessari, Pierre Menard, Llull e i labirinti borgesiani, in Marcello Barison (a cura di), Borges – Labirinti immaginari, Milano-Udine, Mimesis, 2011,  pp. 63-89, ISBN 978-88-575-0762-0.
- (EN) Alessandro Tessari e Alberto Pavanato, René Descartes: From Analytics to Heuristics, in José Higuera Rubio (a cura di), Knowledge, Contemplation, and Lullism – Contributions to the Lullian Session at the SIEPM Congress (Freising, August 20-25, 2012), Turnhout, Brepols, 2015,  pp. 227-243, ISBN 978-2-503-54853-1.
- (EN) Alessandro Tessari, Ramon Llull: the first proto-European, in Contributions to Science, vol. 12, n. 1, Institut d'Estudis Catalans, giugno 2016,  pp. 51-61, ISSN 1575-6343 (WC · ACNP).
- (ES) Alessandro Tessari e Alberto Pavanato, 1598: Annus Mirabilis, in Francisco José Díaz Marcilla e José Higuera Rubio (a cura di), En torno a Ramón Llull – Presencia y transmisión de su obra, Porto, Università di Porto, 2017,  pp. 175-185, ISBN 978-989-755-284-7.
- (CA, EN, IT) Alessandro Tessari e Alberto Pavanato, Ramon Llull. Un uomo del nostro tempo, in Antoni Bordoy Fernández e Rafael Ramis Barceló (a cura di), El llegat de Ramon Llull, Barcellona, Università di Barcellona, 2018,  pp. 185-194, ISBN 978-84-9168-105-2.
- Alessandro Tessari, Ruote della conoscenza e volvelle lulliane, in Gianfranco Crupi e Pompeo Vagliani (a cura di), Pop-app – Scienza, arte e gioco nella storia dei libri animati dalla carta alle app, Torino, Fondazione Tancredi di Barolo, 2019,  pp. 49-65, ISBN 978-88-906542-8-2.
- Alessandro Tessari, Pietro d'Abano e Ramon Llull, in Gregorio Piaia e Daniele Ronzoni (a cura di), Pietro d'Abano il Conciliatore – Crocevia di culture, Padova, Cleup, 2021,  pp. 105-137, ISBN 978-88-549-5417-5.
- (ES) Alessandro Tessari e Alberto Pavanato, Petro Hieronymo Sanchez de Lizarazo, in Rafael Ramis Barceló (a cura di), Ramon Llull y los Lulistas (siglos XIV-XX), Madrid, Editorial Sindèresis, 2022,  pp. 503-506, ISBN 978-84-19199-36-2.

### Memorialistica
- Alessandro Tessari, Il mio '68 – Una gran rottura di coglioni, ma... ma..., Sesto San Giovanni, Mimesis, 2020, ISBN 978-88-575-7292-5.
- Alessandro Tessari, Le mie quattro Patrie, Sesto San Giovanni, Mimesis, 2022, ISBN 9788857593432.
- Alessandro Tessari, Bramea – Racconti persi nel tempo, Sesto San Giovanni, Mimesis, 2023, ISBN 9788857598987.